# Lei Li
Lei Li (förenklad kinesiska: 雷雳; traditionell kinesiska: 雷靂; pinyin: Léi Lì, född den 21 januari 1968, är en kinesisk softbollspelare.
Hon tog OS-silver i samband med de olympiska softboll-turneringarna 1996 i Atlanta.